# Litoral (Santa Cruz)
Litoral ist eine Ortschaft im Departamento Santa Cruz im Tiefland des südamerikanischen Anden-Staates Bolivien.

## Lage im Nahraum
Litoral gehört zu den zehn größten Ortschaften des Landkreises (bolivianisch: Municipio) San Julián in der Provinz Ñuflo de Chávez. Die Gemeinde liegt auf einer Höhe von 247 m knapp fünfzig Kilometer östlich des bolivianischen Río Grande.

## Geographie
Litoral liegt im bolivianischen Tiefland in der Region Chiquitania, einer in weiten Regionen noch wenig besiedelten Landschaft zwischen Santa Cruz und der brasilianischen Grenze.
Das Klima der Region ist ein semi-humides Klima der warmen Subtropen. Die monatlichen Durchschnittstemperaturen schwanken im Jahresverlauf nur geringfügig zwischen 21 und 22 °C (siehe Klimadiagramm San Ramón) in den Wintermonaten Juni und Juli mit kräftigen kalten Südwinden, und 26 bis 27 °C von Oktober bis März.
Die jährliche Niederschlagsmenge liegt im langjährigen Mittel bei etwa 1000 mm, die vor allem in der Feuchtezeit von November bis März fällt, während die ariden Monate von Juli bis September Monatswerte zwischen 25 und 50 mm aufweisen.

## Verkehrsnetz
Litoral liegt 159 Straßenkilometer nordöstlich von Santa Cruz, der Hauptstadt des Departamentos.
Von Santa Cruz aus führt die asphaltierte Fernstraße Ruta 4 über 47 Kilometer in östlicher Richtung über Cotoca nach Pailón. Hier trifft sie auf die Ruta 9, die in nördlicher Richtung über Los Troncos nach weiteren 106 Kilometern San Julián erreicht. Die Ruta 9 führt dann weiter in das sieben Kilometer entfernte Litoral und über San Ramón und Trinidad in den äußersten Nordosten des Landes nach Guayaramerín an der brasilianischen Grenze.

## Bevölkerung
Die Einwohnerzahl der Ortschaft ist in den vergangenen beiden Jahrzehnten auf ein Vielfaches angewachsen:
| Jahr | Einwohner | Quelle       |
| ---- | --------- | ------------ |
| 1992 | 280       | Volkszählung |
| 2001 | 464       | Volkszählung |
| 2012 | 555       | Volkszählung |